# بابا مخیر

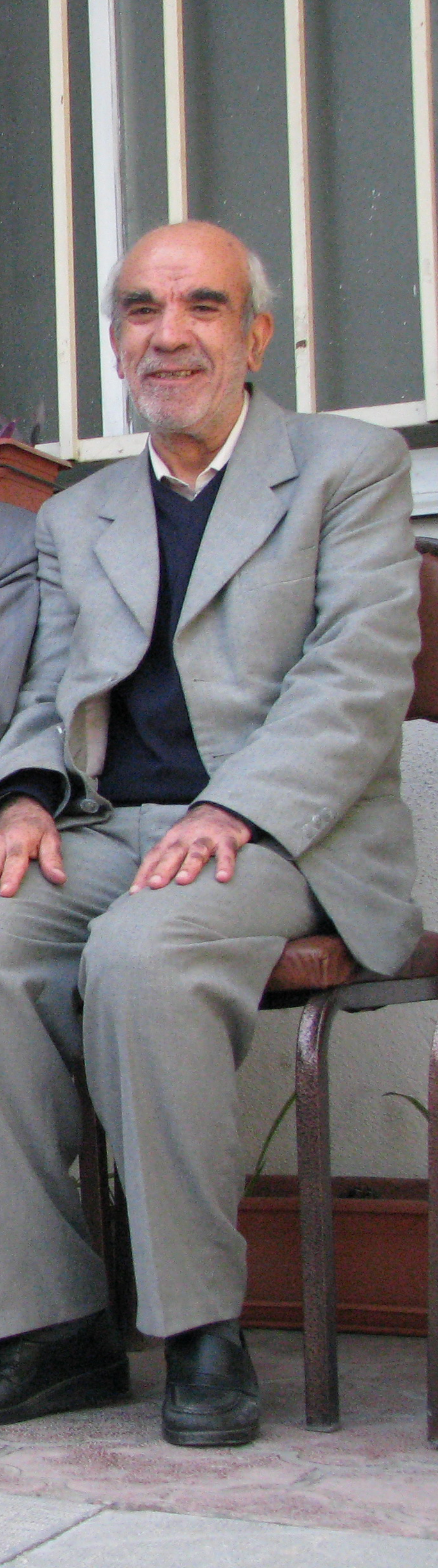
مخیر در دانشکدهٔ علوم و فنون دریایی (دانشگاه آزاد اسلامی واحد تهران شمال)

بابا مُخَیِر (۱۳۲۰، اردبیل - ۱۳۹۱) پدر دامپزشکی ایران ، دارای دکتری دامپزشکی از دانشگاه تهران و دکترای تخصّصی علوم زیستی (اقیانوس‌شناسی) از دانشگاه پاریس فرانسه و عضو پیوستهٔ فرهنگستان علوم و استاد بیماری‌ها و انگل‌های ماهی دانشگاه تهران بود. کتاب بیماری‌های ماهیان پرورشی تألیف بابا مخیر، در دورهٔ چهارم انتخاب کتاب سال جمهوری اسلامی ایران از طرف وزارت فرهنگ و ارشاد اسلامی، به عنوان کتاب سال برگزیده شد. مخیر مدت‌ها رئیس گروه علوم دامپزشکی و رئیس شاخهٔ شیلات فرهنگستان علوم بوده است و مدتی نیز معاونت علمی و پژوهشی فرهنگستان علوم ایران را عهده‌دار بوده است. او در سال ۱۳۸۳ به عنوان چهرهٔ ماندگار در رشتهٔ پزشکی و علوم تجربی انتخاب گردید. مخیر، ۱۳ بهمن ۱۳۹۱ در سن ۷۱ سالگی درگذشت.

## سوابق
- دکترای دامپزشکی از دانشگاه تهران
- کارشناسی ارشد اقیانوس‌شناسی از دانشگاه پاریس
- دکترای تخصصی علوم زیستی (اقیانوس‌شناسی) از دانشگاه پاریس
- دامپزشک نمونهٔ جهان در سال ۱۹۹۷
- مرد علمی سال ۱۹۹۸ (مرکز بین‌المللی بیوگرافی کمبریج)

## فعالیت‌های آموزشی
عناوین دروس آموزشی ارائه شده توسط مخیر: کارشناسی • پرورش ماهی • اقیانوس‌شناسی• انگل‌شناسی و بیماری انگلی • بهداشت و صنایع موادغذایی دریائی • بیماری‌ها و انگل‌های آبزیان • بیماری‌های انگلی ماهی • بیماری‌های ماهی • بیماری‌های محیط یوت اغذیه آبزیان • سیستماتیک و تشریح ماهی • فارکولوژیو مسمومیت‌های آبزیان • قارچ‌شناسی و بیماری قارچ • کنترل کیفی و بهداشتی اغذیهٔ دریا • ماهی‌شناسی سیستماتیک • ماهی‌شناسی عمومی • ویروس‌شناسی و بیماری ویروسی کارشناسی ارشد • اکولوژی دریا و ماهی‌شناسی • بهداشت ماهی و مبارزه با آفات دکتری • پروژه تحقیقاتی آبزیان • بیماری‌های انگلی ماهی • بیماری‌های ماهی • قارچ‌شناسی • ویروس‌شناسی و بیماری ویروسی

## آثار علمی
- بیماری‌های ماهیان پرورشی
- ماهیان خلیج فارس
- فرهنگ کشاورزی و منابع طبیعی